# Princípio holográfico
O princípio holográfico é uma conjetura especulativa sobre teorias da gravidade quântica, proposta por Gerard 't Hooft e aperfeiçoada e difundida por Leonard Susskind, o qual afirma que toda a informação contida num volume de espaço pode ser representada por uma teoria que reside na fronteira daquela região. Em outras palavras, se você tiver um recinto fechado, pode modelar todos os eventos dentro daquele recinto criando uma teoria que só leva em conta o que acontece entre as paredes do aposento. O princípio holográfico também declara que existe ao menos um grau de liberdade (ou uma constante de Boltzmann k de entropia máxima) para cada quatro áreas de Planck em tal teoria, {\displaystyle S\leq A/4}, algo conhecido como Limite de Bekenstein.

### Em inglês
- «Raphael Bousso da UC Berkeley dá uma preleção introdutória sobre o princípio holográfico - Vídeo.». (em inglês)
- «Artigo». da Scientific American por Jacob Bekenstein. (em inglês)

### Em português
- «Físicos enfrentam o pesadelo das viagens no tempo». por Ivan Semeniuk. Acessado em 5 de julho de 2007. (em português)
- «A Última Pergunta». em Gazeta Mercantil. Acessado em 5 de julho de 2007. (em português)